# Steve Brain
Pour les articles homonymes, voir Brain.
Pas d'image ? Cliquez ici

a Compétitions nationales et continentales officielles uniquement.

b Matchs officiels uniquement.
Dernière mise à jour le 7 novembre 2024.
Stephen Edward Brain est né le 11 novembre 1954 à Stafford en Angleterre.
C’est un ancien joueur de rugby à XV, qui a joué avec l'équipe d'Angleterre, évoluant au poste de talonneur. 

## Carrière
Il a disputé son premier test match le 9 juin 1984, à l’occasion d’un match contre l'équipe d'Afrique du Sud, et le dernier contre l'équipe de France, le 15 mars 1986.

## Palmarès
- 13 sélections avec l'équipe d'Angleterre
- Sélections par année : 2 en 1984, 7 en 1985, 4 en 1986
- Tournois des Cinq Nations disputés : 1985, 1986.